# Stictigramma limbata
Stictigramma limbata là một loài bướm đêm trong họ Noctuidae.